# تشارلز ويلسون (سياسي كندي)
تشارلز ويلسون (بالإنجليزية: Charles Wilson)‏ هو سياسي كندي، ولد في 1 أبريل 1808 في كوتو دو لاك في كندا، وتوفي في 4 مايو 1877 في مونتريال في كندا. حزبياً، نشط في حزب كندا المحافظ. وقد انتخب عضو مجلس الشيوخ الكندي (1867 – 1877) وانتخب عمدة مونتريال ‏ (1851 – 1854).